# Harpertown
Harpertown – obszar niemunicypalny w Kern County, w Kalifornii (Stany Zjednoczone), na wysokości 121 m.